# Административна подјела Пољске
Административна подјела Пољске од 1999. године заснована је на три нивао подјеле. Територија Пољске је подијељена на војводства; војводства су подијељена на повјате (округ), а повјати се дијеле на гмине (заједнице или општине). Већи градови обично имају статус повјате или гмине. Пољска је тренутно има 16 војводстава, 379 повјата (укључујући 65 градова са статусом повјата) и 2.479 гмина.
Садашњи систем је уведен у складу са низом закона које је Пољски сејм усвојио 1998. године, а који су на снагу ступили 1. јануара 1999. године. Претходно (од 1975. до 1998. године) било је 49 мањих војводстава, није било повјата (види: Административна подјела НР Пољске). Реформом је настало 16 већих војводстава (заснованих и именованих по историјским областима) и поновно су уведени повјати.
Границе војводстава не одржавају увијек историјске границе историјских области Пољске. Око половине Војводства шлеског припада историјској покрајини Малопољска. Слично томе, подручје око Радома, које је историјски дио Малопољске, налази се у Војводству мазовском. Исто тако, Војводство поморско обухвата само источни дио историјске области Померанија, као и подручја изван ње.